# Nota bene
Visan av Bellman, se Nota Bene (sång)
Nota bene är ett latinskt uttryck som betyder "märk väl". Av notare, [no'ta:re], "märka", "notera", och bonus, ['bo:nus], "god". Pluralformen är notate bene.
I framför allt engelsk och norsk text används förkortningen NB eller N.B. i betydelsen "observera" eller "lägg märke till att" och används för att dra läsarens uppmärksamhet till en särskild aspekt av eller detalj inom det aktuella ämnet.